# Ngoại bì thần kinh
Ngoại bì thần kinh (tiếng Anh: neuroectoderm hoặc biểu mô ống thần kinh) là một ngoại bì nhận protein hình thái xương - ức chế tín hiệu từ protein như noggin, dẫn đến sự phát triển của hệ thần kinh từ mô này.
Sau khi hình thành từ ngoại bì, ngoại bì thần kinh trải qua ba giai đoạn phát triển: chuyển đổi thành tấm thần kinh, chuyển đổi thành rãnh thần kinh (với nếp gấp thần kinh) và chuyển đổi thành nếp gấp thần kinh), và chuyển đổi thành ống thần kinh. Sau khi hình thành ống, não hình thành ba phần; não sau, não giữa và não trước.
Các loại thần kinh bao gồm:
- Mào thần kinh
  - tế bào sắc tố trong da
  - ganglia của hệ thống thần kinh tự động
  - hạch gốc.
  - sụn mặt
  - aorticopulmonary septum của tim đang phát triển và phổi
  - thể mật của mắt
  - tủy thượng thận
  - tế bào parafollicular trong tuyến giáp
- Ống thần kinh
  - não (rhombencephalon, mesencephalon và prosencephalon)
  - tủy sống và nơron vận động
  - võng mạc
  - thùy sau tuyến yên